# Grijskopbreedbek
De grijskopbreedbek (Smithornis sharpei) is een zangvogel uit de familie Calyptomenidae (Afrikaanse en Aziatische breedbekken). Deze vogel is genoemd naar de Britse zoöloog Richard Bowdler Sharpe.

## Verspreiding en leefgebied
Deze soort komt voor in centraal en westelijk-centraal Afrika en telt drie ondersoorten:
- S. s. sharpei: Bioko (Golf van Guinee).
- S. s. zenkeri: van zuidoostelijk Nigeria tot noordelijk Gabon, noordwestelijk Congo-Kinshasa en de zuidwestelijke Centraal-Afrikaanse Republiek.
- S. s. eurylaemus: oostelijk Congo-Kinshasa.

## Status
De grootte van de populatie is niet gekwantificeerd maar de soort wordt omschreven als algemeen. Op de Rode lijst van de IUCN heeft deze soort de status niet bedreigd.